# Top Gun
Top Gun is een Amerikaanse actiefilm uit 1986 over straaljagerpiloten in opleiding en de best verkopende film van dat jaar. In hoofdrol spelen Tom Cruise, Anthony Edwards, Kelly McGillis en Val Kilmer. De film is geregisseerd door Tony Scott.
Het idee voor de film kwam uit California Magazine waarin een artikel stond met de naam Top Guns. Producent Don Simpson las het artikel, het inspireerde hem en Jerry Bruckheimer om Top Gun te maken. Jim Cash en Jack Epps Jr. werden aangetrokken om het scenario te schrijven. 

## Verhaal

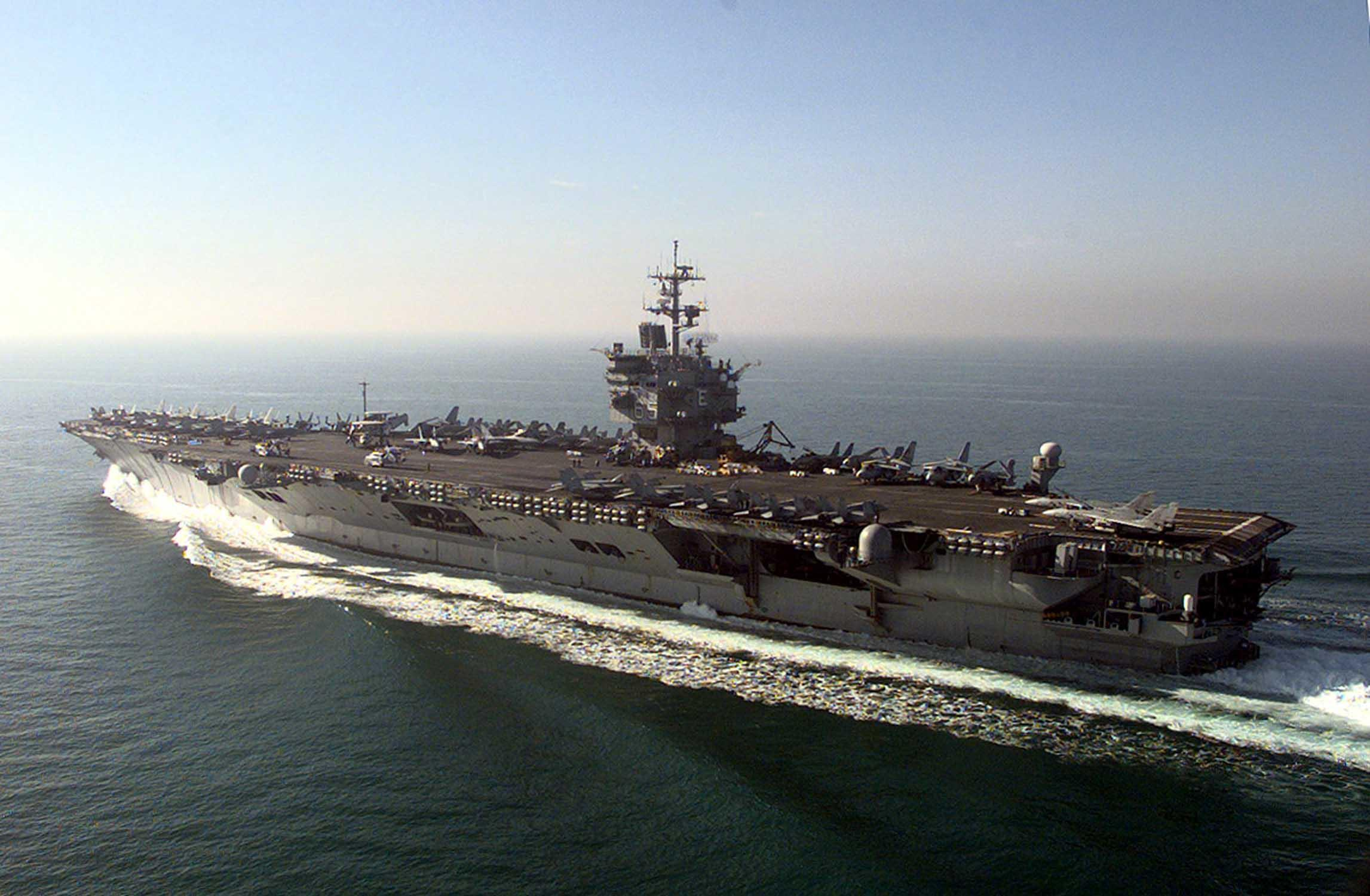
De USS Enterprise (CVN-65)

Luitenant Pete Mitchell (Tom Cruise), roepletter Maverick, is net als zijn tijdens de Vietnamoorlog neergeschoten vader Duke Mitchell een piloot van de Amerikaanse Marine. Hij vliegt op de F-14 Tomcat vanaf het vliegdekschip USS Enterprise (CVN-65). Tijdens een BARCap missie, waarmee de film aanvangt, worden hij en zijn wingman Cougar (John Stockwell) belaagd door twee vijandige toestellen. Cougar krijgt daarbij een zenuwinzinking. Hij is zo over zijn toeren dat Maverick hem naar het vliegdekschip moet begeleiden terwijl beide toestellen praktisch zonder kerosine zitten. Maverick druist hiermee in tegen orders om zelf onmiddellijk te landen.
Nadat Cougar op volle zee ontslag heeft genomen zit commandant Stinger (James Tolkan) met een probleem. Hij wilde Cougar naar Top Gun Fighter Weapons School sturen om opgeleid te worden tot de beste der besten. Zijn ontslag doet de commandant besluiten om de nummer twee van zijn squadron, de roekeloze Maverick, in diens plaats te sturen.
Vóór aanvang van de eerste lessen ontmoet Maverick tijdens een feest een vrouw. Hij wordt straalverliefd en probeert haar te versieren, zonder succes. Een dag later staat dezelfde vrouw als astrofysicus Charlotte "Charlie" Blackwood (Kelly McGillis) voor de klas.
De vermissing van zijn vader houdt Maverick sterk bezig. Het beïnvloedt zowel zijn sociale als zijn vlieggedrag. Hiervan ondervindt hij last tijdens zijn opleiding aan Top Gun. Al op dag één overtreedt hij enkele regels en raakt hij in de clinch met studiegenoot Iceman (Val Kilmer). Tevens wordt hij ernstig in de gaten gehouden door de instructeurs. Maverick is een goede piloot maar maakt grove fouten. Hij gedraagt zich niet als teamspeler, een vitaal onderdeel van het marinepiloot zijn. Bij de evaluatie van een oefenmissie waarbij Maverick een onwaarschijnlijke maar succesvolle manoeuvre heeft gemaakt krijgt hij negatieve kritiek van Charlie. Maverick wordt boos op haar. Charlie achtervolgt hem en verklaart hem de liefde.

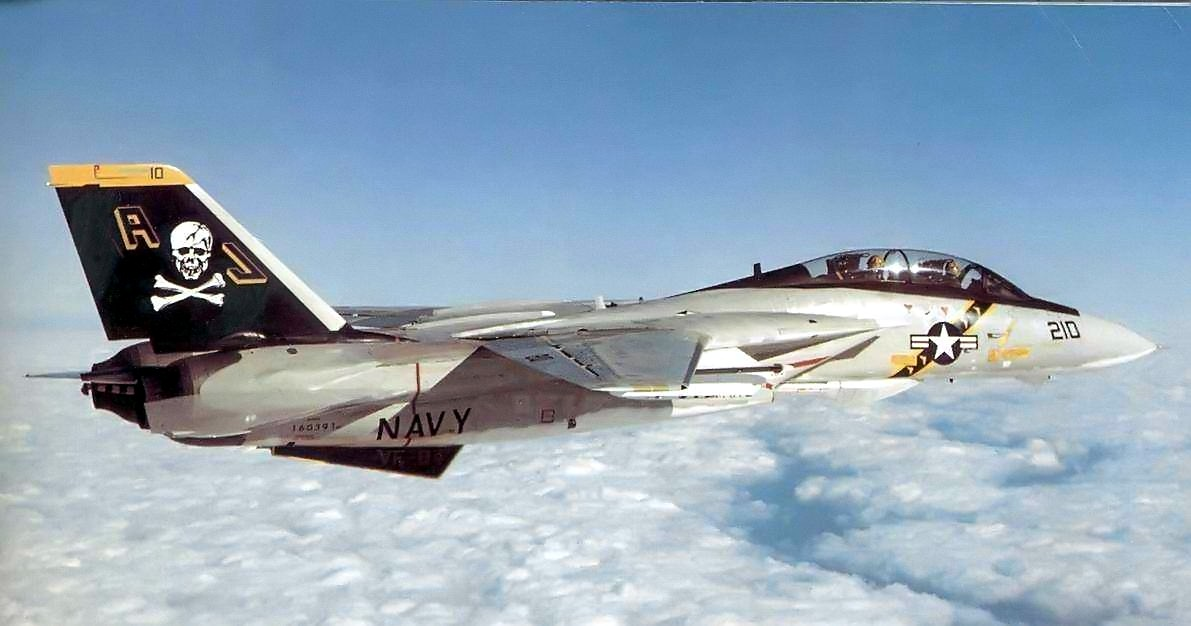
Een F-14 Tomcat

Tijdens een volgende oefenmissie komt Maverick in de sterk verstoorde luchtstroom terecht achter Iceman's vliegtuig. Hierdoor verliest hij de controle over zijn eigen toestel en komt hij in een horizontale spin terecht. Maverick weet zich niet te herstellen en besluit op aandringen van zijn Radar Intercept Officer (RIO) en goede vriend Goose (Anthony Edwards) het toestel te verlaten. Zijn schietstoel weet Maverick te lanceren, maar bij Goose gaat het volledig mis. Hij slaat met zijn hoofd tegen de canopy (het glazen dak) van het vliegtuig en verliest daarbij het leven.
Maverick verliest zijn edge en begint te twijfelen of hij nog wel piloot wil blijven. Na het verlies van zijn vader en zijn beste vriend heeft hij niemand meer. Ondanks dat de instructeurs de eerstvolgende oefenmissie extreem gemakkelijk maken voor Maverick om hem aan Top Gun te houden, hapt hij niet toe. Ondertussen krijgt Charlie een andere baan aangeboden op het Pentagon.
Tijdens een persoonlijk gesprek met een van de instructeurs, Viper (Tom Skerritt), hoort Maverick de ware toedracht van de missie waarbij zijn vader het leven liet. Viper vloog destijds met Duke Mitchell. In tegenstelling tot waar het onderzoek van de Marine over rept, was Duke een held. Voordat hij neerstortte redde hij drie collega's door vijandelijke toestellen neer te schieten. Pas daarna stortte hij zelf neer, aan de 'verkeerde kant van een op een kaart getekende grens' zoals Viper het omschrijft (vrij vertaald).
Naar aanleiding van het gesprek met Viper hervindt Maverick zijn zelfvertrouwen en maakt zijn opleiding af. Tijdens het eindexamenfeest wordt een aantal bemanningen verzocht om zich te melden op het vliegdekschip USS Enterprise. Maverick zou ter plekke een co-piloot aangewezen krijgen, maar Viper biedt zijn diensten aan mocht de co-piloot niet verschijnen.
In eerste instantie wordt Maverick in reserve gehouden. Als het toestel van Hollywood (Whip Hubley) wordt neergeschoten en Icemans toestel wordt beschadigd, wordt Maverick gelanceerd. De beide katapulten van de USS Enterprise, die gebruikt worden om de vliegtuigen te lanceren, haperen plots waardoor niemand anders te hulp kan schieten.
Maverick zakt de moed in de schoenen als hij aan het luchtgevecht deelneemt en keert terug. In gedachten bij zijn overleden RIO Goose schraapt hij zijn moed bij elkaar en besluit om toch actie te ondernemen. Hij draait zijn vliegtuig om en schiet een drietal MiG-28's uit de lucht. De resterende vijanden kiezen eieren voor hun geld.
Als gevolg hiervan wordt Maverick een held. Hij mag iedere baan kiezen die hij wil. Hij besluit om instructeur te worden aan Top Gun. In die hoedanigheid wordt hij herenigd met Charlie, die besloten heeft haar nieuwe baan niet te accepteren.

## Scenario
In 1983 verscheen in het California Magazine en artikel van Ehud Yonay, genaamd Top Guns. Dit ging over een elite-opleiding voor de beste straaljagerpiloten van de marine op de vliegbasis Miramar, Californië. Producent Don Simpson las het artikel en zag er een film in. Nadat hij zijn collega Jerry Bruckheimer het artikel liet lezen besloten ze de film te gaan maken.
Veel scenaristen weigerden om het scenario te schrijven voor de film. De producenten schakelden daarop Jim Cash en Jack Epps Jr. in om een ruwe versie van te schrijven. In zijn onderzoek voor inspiratie bezocht Epps een aantal niet-geclassificeerde lessen op Miramar en werd hij in de gelegenheid gesteld een zogenaamde back-seat ride in een Tomcat te maken. De eerste ruwe versie voldeed niet aan de wensen van Bruckheimer en Simpson, waardoor het scenario werd herschreven.
Er is later wel geopperd dat het scenario gelijkenis toont met de eerste Star Warsfilm. Ook in deze film wil een jongen, met grote dromen, leren vliegen. Deze krijgt hulp van een oudere mentor en hij brengt de missie tot een goed einde met de hulp van iemand die hij eerst niet vertrouwde. Een van de ideeën van Jerry Bruckheimer was om Star Wars on Earth te maken.
Voor het maken van de film was ondersteuning nodig van de Amerikaanse marine. Deze waren bereid te ondersteunen onder de volgende voorwaarden;
- de film moest de marine in een positief daglicht plaatsen;
- het scenario diende zo echt mogelijk te zijn;
- het moest een 'goede smaak en zeden' hebben.

De marine had eerder slechte ervaringen met de filmindustrie in de film An Officer and a Gentleman uit 1982 waarin de producenten het imago van de marine zouden hebben beschadigd. Bij Top Gun zagen ze de mogelijkheid om dit imago weer te herstellen. Tevens zou de film kunnen helpen bij de rekrutering. Men besloot om de samenwerking aan te gaan. Van de deal die de Amerikaanse marine en de producenten sloten profiteerden beide partijen: de marine kreeg supervisie bij de productie van de film zodat de geschonden reputatie kon worden opgepoetst. De producenten bespaarden een flinke hoeveelheid geld omdat ze mochten filmen op locaties van de Amerikaanse marine. Veel kosten werden bespaard doordat men gratis op een vliegveld en een vliegdekschip mocht filmen hoe straaljagers hun start en landingen uitvoerden.
De marine had een krachtige greep op het scenario, zo werden de volgende wijzigingen doorgevoerd;
- de openingsscène speelt zich af in internationale wateren (de bedoeling was Cuba);
- grof taalgebruik werd beperkt;
- een scène met een vliegtuigongeluk op een vliegdekschip sneuvelde.

## Rolverdeling
| Acteur               | Personage                                  | Opmerkingen |
| -------------------- | ------------------------------------------ | ----------- |
| Tom Cruise           | Pete "Maverick" Mitchell                   | hoofdrol    |
| Kelly McGillis       | Charlotte "Charlie" Blackwood              | hoofdrol    |
| Val Kilmer           | Tom "Iceman" Kazansky                      |             |
| Anthony Edwards      | Nick "Goose" Bradshaw                      |             |
| Tom Skerritt         | Mike "Viper" Metcalf                       |             |
| Michael Ironside     | Rick "Jester" Heatherly                    |             |
| John Stockwell       | Bill "Cougar" Cortell                      |             |
| Barry Tubb           | Leonard "Wolfman" Wolfe                    |             |
| Rick Rossovich       | Ron "Slider" Kerner                        |             |
| Tim Robbins          | Sam "Merlin" Wells                         |             |
| Clarence Gilyard jr. | Marcus "Sundown" Williams                  |             |
| Whip Hubley          | Rick "Hollywood" Neven                     |             |
| James Tolkan         | Tom "Stinger" Jardian                      |             |
| Meg Ryan             | Carole Bradshaw                            |             |
| Adrian Pasdar        | Charles "Chipper" Piper                    |             |
| Duke Stroud          | Johnson                                    |             |
| Aaron en Adam Weis   | Bradley Bradshaw (zoontje Goose en Carole) | onvermeld   |

## Achtergrond
De regisseur Tony Scott nam de regie op zich. Tijdens de opnamen werd hij tot tweemaal toe ontslagen en toch weer opnieuw ingehuurd. Een van de conflicten was dat hij het karakter van Kelly McGillis te weinig klasse gaf.
De film werd opgenomen in Super 35formaat omdat dit het beste formaat was waarvan de camera’s in de cockpit pasten. De hoofdrolspelers moesten voor de opnamen ook zelf plaatsnemen in de cockpit maar hadden moeite om het daar uit te houden. Ze werden allemaal ziek, op een na, Anthony Edwards. Hij was de enige die niet hoefde over te geven.

### Dodelijk ongeval
Art Scholl werd als piloot, cameraman en stuntman ingehuurd om het stuntwerk te filmen. In het oorspronkelijke script waren scenes voorzien van een toestel dat in een tolvlucht terecht was gekomen. Scholl maakte de tolvlucht maar kreeg het toestel niet meer onder controle. Hij stortte neer in de Grote Oceaan en zijn lichaam werd nooit gevonden. Het toestel werd niet geborgen en hierdoor is de oorzaak onopgehelderd gebleven. De film is aan Art Scholl opgedragen.

### MiG-28
Alle vijandelijke toestellen worden MiG-28's genoemd. Dit type toestel bestaat echter niet. In werkelijkheid zijn het Northrop F-5's met een verzonnen kleurenschema die als de MiG-28 dienstdoen. De MiG-28's worden gevlogen door piloten uit een niet genoemd land. Wel is duidelijk dat het (fictieve) land connecties heeft met de Sovjet-Unie of misschien deel uitmaakt van het Warschaupact.

### Bekendheid
Verschillende acteurs genoten door of na Top Gun bekendheid bij het grote publiek.
- Tom Cruise - Met twee grote rollen op zijn naam in Risky Business en All the Right Moves nam zijn carrière een vlucht na zijn hoofdrol in Top Gun.
- Anthony Edwards - Speelde later in ER en enkele films van serieuzere aard dan Revenge of the Nerds.
- Jamie Hyneman - Heeft als stuntcoördinator meegewerkt aan Top Gun hoewel hij niet op de aftiteling genoemd wordt. Hij nam later de presentatie van Discovery Channel's MythBusters deels op zich.
- Meg Ryan - Slechts een bijrol in Top Gun, waarna hoofdrollen in voornamelijk romantische komedies volgden.

## Ontvangst
De eerste recensies waren gemengd, de actiescènes kwamen hierin als beste uit de bus. Later bleek dat de film een grote invloed had op nieuwere actiefilms. Veel critici hadden moeite met het idee dat de film het oorlogvoeren verheerlijkte. Roger Ebert gaf aan dat de film moeilijk te duiden is omdat deze zowel zeer goede als zeer slechte elementen bevat. De film bracht ongeveer 350 miljoen dollar wereldwijd op, zou de bioscopen zes maanden lang domineren en werd de best verkopende film van 1986. Nadat de film was uitgebracht stegen de rekruteringscijfers van zowel de Amerikaanse marine als de Amerikaanse luchtmacht. Ook de Nederlandse Koninklijke Luchtmacht profiteerde van dit zogenaamde 'Top Gun-effect'.

## Prijzen en nominaties
Top Gun won wereldwijd verschillende prijzen waaronder een Golden Globe voor Beste originele lied en een Oscar voor Beste muziek, origineel lied.

## Muziek
Voor de soundtrack werden o.a. Bryan Adams en Toto benaderd. Bryan Adams had al een nummer (Only the Strong Survive) dat geschikt was als soundtrack maar Adams weigerde omdat de film volgens hem oorlog verheerlijkte. Toto was de tweede keus. Zij zouden Danger Zone opnemen en Only You hadden ze reeds opgenomen. Door een juridisch conflict met de productiemaatschappij kwam het er niet van en zo kreeg uiteindelijk Kenny Loggins de eer. Naast Danger Zone en Only You nam hij ook het nummer Playing with the Boys op. Danger Zone wordt zes keer gedraaid tijdens de film. Only You komt er helemaal niet in voor en is ook niet opgenomen in de soundtrack.
Danger Zone werd een groot succes maar het nummer Take My Breath Away van de groep Berlin, dat ook op de soundtrack kwam deed het nog beter.

## Vervolg
Op 25 mei 2017 bevestigde Tom Cruise dat er een vervolg zal komen op Top Gun. Tom Cruise zou opnieuw de rol van Maverick op zich nemen. In juni van datzelfde jaar werd bekend dat deze Top Gun: Maverick zal gaan heten. De film werd na vertraging midden 2020 in de bioscopen verwacht, maar werd vanwege de coronacrisis nog diverse malen uitgesteld tot uiteindelijk mei 2022.